# Xızı
Xızı (ook: Khyzi) is een stad in Azerbeidzjan en is de hoofdplaats van het district Xızı.
De stad telt 1300 inwoners (01-01-2012).